# Claquebitou
Claquebitou (quiaque-bitou en langue bourguignonne) est l'appellation d'un fromage à pâte fraîche, un caillé partiellement égoutté fabriqué en Bourgogne à partir de lait de chèvre.

## Caractéristiques
Le claquebitou est un fromage gras et très frais, baignant dans son petit-lait.    
- Dans le livre Balade au pays des fromages, on peut lire : « En Bourgogne, le fromage blanc de référence est le claquebitou, bien égoutté et mélangé d'ail et d'herbes. Avec lui, on se rapproche de la grande spécialité lyonnaise qu'est la cervelle de canut, dit aussi claqueret lyonnais. »[2].
- Dans le livre Transformer les produits laitiers frais à la ferme, on peut lire : « Le claquebitou est un fromage frais lactique, mi-égoutté, aromatisé aux herbes (persil, ciboulette) et à l'ail. Il est fabriqué à partir de lait de chèvre et contient 45 % de matière grasse. »[3]

## Confusion

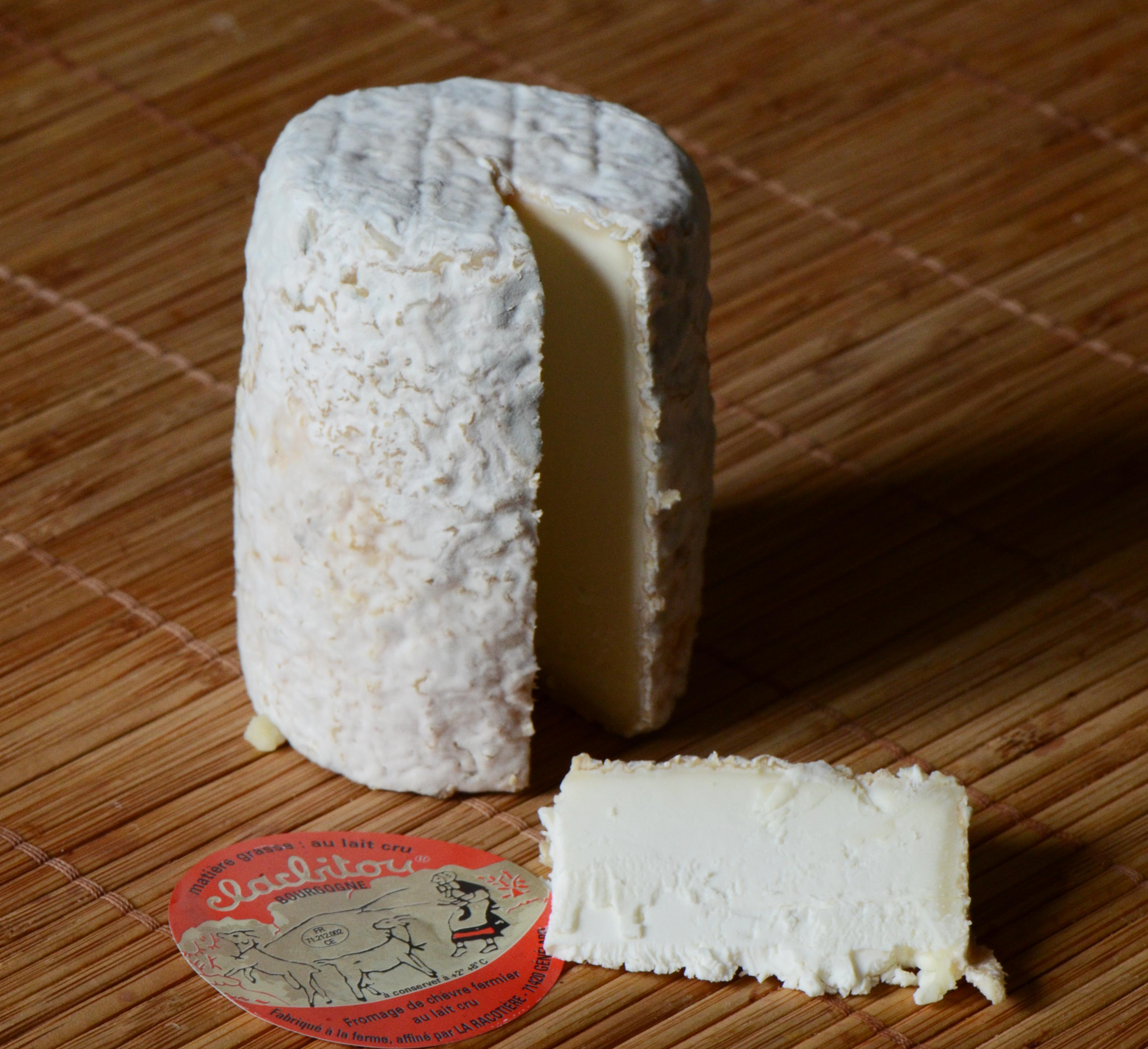
Une entreprise a déposé une marque commerciale « Clacbitou » qui peut porter à confusion. Un fromage affiné lui est attaché.

L'appellation fromagère « claquebitou » ne doit pas être confondue avec la marque commerciale « Clacbitou » appartenant à la SARL La Racotière, établie à Génelard dans la Saône-et-Loire. Cette entreprise est spécialisée dans l'achat, l'affinage et la commercialisation de fromages. Cette marque est apposée sur des fromages au lait cru de chèvre achetés aux agriculteurs établis dans les environs de l'entreprise.